# Червоновершка
Червонове́ршка — село в Україні, в Компаніївській селищній громаді Кропивницького району Кіровоградської області. Населення становить 610 осіб. До 2020 орган місцевого самоврядування — Червоновершківська сільська рада.

## Таблиця «Найважливіші події на території рідного краю»
| Дата                             | Історична подія                                                                    |
| -------------------------------- | ---------------------------------------------------------------------------------- |
| кінці XVIII століття             | століття в селі Червоновершка) оселився поміщик Кирило Васильович Соколов-Бородкін |
| 1867 рік                         | Соколов-Бородкін побудував собі прекрасний будинок, який зберігся донині           |
| у другій половині XVIII століття | заснування села                                                                    |
| 24 жовтня 1775рік                | реформування компаніївських полків                                                 |
| 1850 рік                         | Компаніївка стала райцентром сусідніх сіл                                          |
| 90 роки                          | створення млину та олійні                                                          |
| липень 1933 року                 | запрацювала сільська школа                                                         |
| 1930 рік                         | народився земляк письменник Вільям Лігостов                                        |

В кінці XVIII століття в селі Федосіївка (після — Бородкін, Червоновершка) оселився поміщик Кирило Васильович Соколов-Бородкін. Старожили говорили, що він був людиною доброю і чуйною. Взагалі він з сім'єю жив у Санкт-Петербурзі, а тут була його літня резиденція. У 1867 році Соколов-Бородкін побудував собі прекрасний будинок, який зберігся донині. Є припущення, що архітектором, спроєктували садибу, був Андрій Достоєвський. Справа в тому, що будівля поміщицького будинку дуже схоже на будівлю, в якому зараз розташований Апеляційний суд Кіровоградської області. А його точно проєктував Достоєвський
Сугоклея
Поміщик не просто побудував будинок. Навколо нього був розбитий парк. Саджанці деяких рослин були привезені з Південної Америки і навіть Австралії. До сих пір тут ростуть вікові дуби, сосни, граби, туї, рідкісні види ялиці і модрини, аналогів яким дуже мало в Україні. Зараз в будівлі колишньої садиби знаходиться школа. І приміщення, і прилегла територія більше нагадують пансіонат, будинок відпочинку, ніж навчальний заклад. Те, що збереглася будівля, не дивно — воно досить міцне, щоб переживати століття. Селяни переказують, що, коли садиба будувалася, місцеві жителі збирали гусячі яйця для приготування спеціального будівельного розчину. Під час війни частина приміщення була зруйнована, але потім унікальну будову відновили. Півтора століття тому на гусиних яйцях на Кіровоградщині спорудили будівлю, за яку архітектор отримав лише 10 рублів. Колись то був панський маєток, а нині — це школа, на території якої ростуть рідкісні дерева. Як будувалася та якими легендами оповита Червоновершська загальноосвітня школа І-ІІІ ступенів розповідає Перша електронна.
Зелена дорога-тунель із багатолітніх дубів веде прямо до подвір'я, на воротах якого — табличка: «Пам'ятка архітектури». Будівля класичного стилю тепер має не властиві давній класиці мансарди, а територія парку вміщує в собі ще й спортивні шкільні майданчики. За півтора століття територія змінилась до невпізнаваності. А починалось усе в далекому 1854-му…
DSC_0575
Пан оцінив роботу архітектора у 10 рубльових кредиток
Поміщик Соколов-Бородькін отримав землю у селі Червоновершка за службу у фортеці Святої Єлисавети. Початок будівництва припадає на 1854 рік. Архітектурний план був уміщений на кількох сторінках Андрієм Достоєвським, який створив ще ряд приміщень у Кіровограді. До прикладу, приміщення мистецького факультету КДПУ ім. В. Винниченка називають зменшеною копією маєтку у Червоновершці.
«Роботу свого архітектора пан оцінив лише у 10 рублів. Це показує, що люди тоді не орієнтувалися у вартості такого проєкту. Хоч 10 рублів це тоді були нібито значні кошти, але вони не відповідали обсягу зробленої роботи», — розповів учитель історії Віталій Тодоренко. Згодом було знайдено щоденник Андрія Достоєвського, де він пише про цей випадок. Архітектор винить себе у тому, що не обговорив вартість проєкту завчасно. Тому, пропрацювавши майже два місяці, він отримав відплату лише 10 рубльових кредиток (10 рублів). Тільки по дорозі від пана додому архітектор задумався, що вчинив неправильно: (мовою оригіналу) «Предчувствуя что-то недоброе, я, подъехав к дому, велел кучеру дожидаться. Войдя в квартиру, я сейчас же разорвал пакет и в нем, о ужас! — десять рублевых кредиток! Тут, конечно, я более всего винил себя, что не сделал уговора . . . Но, несмотря на это, дело нельзя было оставить так… Обдумав, я сейчас же написал записку господину Бородкину, в которой, извиняясь в своей оплошности, заявлял, что я работал над его проектом и сметою более 1,5 месяца и что я ценю труд этот минимум в сто рублей, а потому возвращая ему врученные мне десять рублей, я покорнейше прошу или прислать мне сто рублей, или возвратить проект, который может составить несколько ценных листов в составляемом мною архитектурном альбоме… В ответ на это я на другой же день получил сто рублей с вежливым заявлением, что он, Бородкин, никак не предполагал таких трудов, и что оценил его наравне с гравюрами, которых на десять рублей можно приобрести сколько угодно!», — йдеться в щоденнику. Будівля стала літньою резиденцією. Сам поміщик Бородькін жив на той час у Петербурзі, а сюди приїздив улітку.

## Населення
Згідно з переписом УРСР 1989 року чисельність наявного населення села становила 1274 особи, з яких 584 чоловіки та 690 жінок.
За переписом населення України 2001 року в селі мешкало 1127 осіб.

### Мова
Розподіл населення за рідною мовою за даними перепису 2001 року:
| Мова       | Відсоток |
| ---------- | -------- |
| українська | 96,33 %  |
| російська  | 3,31 %   |
| білоруська | 0,18 %   |
| угорська   | 0,09 %   |

## Уродженці
- Андреєва Раїса Андріївна — скульптор. Член Союзу художників України.
- Лігостов Вільям Олексійович — український письменник, поет, гуморист, драматург.
- Нестеренко Герасим Онуфрійович — офіцер Армії УНР, Головний Отаман Холодного Яру.